# Jablka v županu
Jablka v županu (německy Apfel im Schlafrock, francouzsky Pomme en robe de chambre nebo Rabottes picardes) je tradiční sladký pokrm, vyrobený z plněného jablka zapečeného v těstě.

## Charakteristika
Jablko v županu je  populární zejména v německy mluvících zemích (Německo, Rakousko, Švýcarsko) a ve Francii. Jednotlivé regiony pak mají lokální odchylky receptu. Lišit se může jak použitý druh těsta (listové, tvarohové, máslové, bramborové), tak náplň. Jablka v županu se podávají teplá nebo studená a lze je např. podávat s vanilkovou omáčkou. Některé předpisy nahrazují jablka nektarinkami apod.

## Historie
V Čechách uvedla jablko v županu již Magdalena Dobromila Rettigová ve své kuchařské knize z roku 1826. V jejím podání se liší od později uváděných předpisů především tím, že se neplnil prostor po odstraněném jadřinci (marmeládou apod.).
Recept je uváděn v různých kuchařských knihách s menšími odchylkami. Např. v Nové pražské kuchařce z roku 1877 je uveden recept na „jablka v županě a noční čepičce“, kde „čepičku“ tvoří zapečený sníh z bílků.

## Příklady přípravy
Z oloupaných kyselých jablek (například Boskoop nebo Braeburn) se odstraní jadřince. Syrová jablka nebo jablka předvařená v cukrové vodě jsou plněna ingrediencemi, jako je cukr, máslo a rybíz nebo sekané ořechy a marmeláda, a dle chuti je lze doplnit bílým vínem, rumem nebo podobně. Posypané skořicí a případně cukrem, se kladou na čtverce rozváleného těsta, rohy těsta se přehnou přes jablka a těsto se potře žloutkem. Další metoda zahrnuje spirálovité ovíjení dlouhých proužků těsta kolem jablek. Nakonec se vše upeče v troubě. Pokud se těsto krátce před koncem pečení posype moučkovým cukrem, vytvoří se tenká glazura z lehce zkaramelizovaného cukru.